# Сан-Пьетро-Мартире
Церковь Сан-Пьетро-Мартире или Святого Петра Мученика (итал. San Pietro Martire) — католический храм на острове Мурано, в Венецианской лагуне, посвященный доминиканскому монаху мученику Петру Веронскому.

## История
Первый храм был построен между 1348 и 1363 годами вместе с монастырем доминиканского ордена по распоряжению Марко Михиэля, венецианского патриция и посвящен святому Иоанну Крестителю. Храм был освящен 17 сентября 1417 года. В 1474 году храм полностью сгорел. После пожара храм был перестроен и расширен и вновь открыт в 1511 году и посвящен святому Петру Веронскому.
В соответствии с указом Наполеоновского королевства Италии от 5 июня 1805 года в Венеции был начат процесс упразднения и преобразования церквей и монастырей, а также изменения границ приходов. Церковь была закрыта в 1806 году, через несколько лет после падения Венецианской республики, и вновь открылась для богослужений только в 1813 году.
Монастырь был занят военными, а произведения искусства из него были переданы в Галерею Академии. В монастырских постройках, после их частичного сноса, размещалась начальная школа, позже они служили мастерской художественного стекла, а затем использовались почтовой службой. 27 октября 1813 года бывшая монастырская церковь стала приходской церковью, функции которой были официально переданы ей от находившейся в руинах церкви Святого Стефана. Новый приход первоначально назывался Святых апостолов Петра и Павла, но в 1839 году он вернулся к первоначальному названию Сан-Пьетро Мартире. В церковь были перенесены произведения искусства из других разобранных церквей и монастырей на Мурано и других островах. Портик, примыкающий к западной стене церкви, был перенесён из снесённого соседнего монастыря Санта-Кьярав в 1924 году во время реставрации 1922—1928 годов. В этот же период были открыты первоначальный потолок и фрески святых над колоннами.
В настоящее время это одна из двух действующих приходских церквей на острове Мурано.

## Архитектура
Церковь стоит параллельно Рио-деи-Ветрай (итал. Rio Dei Vitrai), важному водному пути острова Мурано. Кирпичный неоштукатуренный фасад, обращён на небольшую площадь, визуально расчленён пилястрами и двумя стрельчатыми окнами. Посередине фасада находится большое круглое окно, а под ним расположен портал XVI века. Боковые стены расчленены лопатками и пряслами, декорированными по карнизу множественными маленькими арками. К левой стене примыкает портик в готическом стиле с аркадами и колоннами, остаток древнего монастыря близлежащей церкви Санта-Кьяра. Также слева находится величественная колокольня 1498—1502 годов.
Слева от храма находится колокольня, датируемая 1498—1502 годами.

## Интерьер
Интерьер имеет план базилики с тремя нефами, разделенными двумя рядами массивных колонн. Каждый неф заканчивается полукруглой апсидой. Просторный пресвитерий перекрыт цилиндрическим сводом и обрамлен двумя небольшими капеллами. Помимо главного алтаря, в приделах есть шесть алтарей, по три в каждом.